# Танкеевский могильник
Танкеевский могильник — археологический памятник второй половины IX — X веков, расположенный недалеко от устья реки Ясачка, в 1 км к юго-востоку от села Танкеевка (Спасский район, Татарстан; 22 км к югу от города Болгар), на границе Республики Татарстан и Ульяновской области. Открыт в 1904 году, с 1961 года археологами Е. П. Казаковым и Е. А. Халиковой раскопаны 1172 погребения из более 5 тысяч предполагаемых (экспедиции ИЯЛИ КФАН СССР и КГУ).
Могильник был оставлен волжско-камскими булгарами, древними венграми и представителями иных финно-угорских и тюркских племён. Он является одним из крупнейших в Восточной Европе и отражает процессы формирования Волжско-Камской Булгарии и общебулгарской культуры.
У образцов из Танкеевки определили митохондриальные гаплогруппы A+152+16362, B5b4, D4e4, D4j2, T1a1, T2d1b1, T2b16, U4a1d, U4d2, H1a, H2a2, H2b, H6a1a, H33c, U4d2, Z1a1a, N9a9, HV0a. По STR программой NevGen у образцов из Танкеевки (Late Kushnarenkovo/Karayakupovo, early Volga-Kama Bulghar period, X—XI века) определили Y-хромосомные гаплогруппы J2a1-PF5087>Z7430, N1a1-M46, R1b и R2a-M479.

## Содержимое могильника
Могилы прямоугольной формы длиной 1,8—3 м, шириной 0,4—0,6 м, глубиной до 2,2 м. Некоторые могилы — узкие и вытянутые ямы, как в погребальных памятниках Башкирии; в других ямах по бокам встречаются заплечики для устройства перекрытия. В могилах встречаются оружие (две сабли, два копья, разные топоры, стрелы и ножи), посуда (разные гончарные сосуды), украшения (шумящие подвески, головные уборы, кольца, бусы). Также есть 18 погребальных масок, сделанных из серебряного листа на шёлковой ткани. Есть следы культов, связанных с огнём, между могил — комплексы из керамики и костей животных, а также из черепов и костей ног животных (преимущественно лошадиные скелеты). 58 могил — безынвентарные, что связывают с распространением ислама (могилы датируются концом X века).
Могильник схож с Большетарханским и Большетиганским могильниками, иными памятниками поломской, ломоватовской, кушнаренковской, караякуповской, салтово-маяцкой культур, а также муромы и огузов. В обряде и инвентаре могильника археологами прослеживается взаимодействие тюркско-угорских (прикамско-приуральских) и болгаро-салтовских народов.